# 1523
Відродження •  Реформація • Доба великих географічних відкриттів •  Ганза •  Імперія інків

## Геополітична ситуація
Османську державу очолює Сулейман I Пишний (до 1566). Римським королем є Карл V Габсбург (до 1555). У Франції королює Франциск I (до 1547).
Середню частину Апеннінського півострова займає Папська область. Неаполітанське королівство на півдні захопила Іспанія. Могутніми державними утвореннями півночі є Венеційська республіка, Флорентійська республіка, Генуезька республіка та герцогство Міланське.
Іспанським королівством править Карл I (до 1555). В Португалії королює Жуан III Благочестивий (до 1557).
Генріх VIII є королем Англії (до 1547), королем Данії та Норвегії є Фредерік I (до 1533), королем Швеції — Густав I Ваза (до 1560). Королем Угорщини та Богемії є Людвік II Ягеллончик (до 1526). У Польщі королює Сигізмунд I Старий (до 1548), він же залишається князем Великого князівства Литовського.
Галичина входить до складу Польщі. Волинь належить Великому князівству Литовському. Московське князівство очолює Василій III (до 1533).
На заході євразійських степів існують Казанське ханство, Кримське ханство, Астраханське ханство, Ногайська орда. Єгипет захопили турки. Шахом Ірану є сефевід Ісмаїл I.
У Китаї править династія Мін. Значними державами Індостану є Делійський султанат, Бахмані, Віджаянагара. В Японії триває період Муроматі.
Іспанці захопили Мексику. В Імперії інків править Уайна Капак (до 1525).

## Події

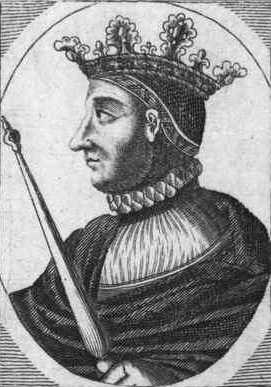
Данський король Фредерік I.

- Ногайці вбили кримського хана Мехмеда I Герая під час походу на Астраханське ханство, а потім розграбували Крим. Кримське ханство очолив Гази I Ґерай.
- Повстання аристократів у Данії прогнало з країни короля Кристіана II. Новим королем став його дядько Фредерік I.
- 6 червня шведський риксдаг (парламент) обрав Густава Еріксона, ватажка селянського повстання проти данців, королем Швеції під іменем Густав І Ваза.
- Іоанн Магнус став уппсальським архієпископом.
- Реформація:
  - Мартін Лютер допоміг Катарині фон Бора та іншим черницям втекти з монастиря.
  - Лютер опублікував переклад Старий Завіт німецькою мовою.
  - Томас Мюнцер запровадив у Алльштедті нову літургію.
  - Жак Лефевр д'Етапль опублікував Євангеліє французькою мовою.
  - Кантон Цюрих першим відійшов від Католицької Церкви.
  - Йоган Еколампадій провів церковну реформу в Базелі.
  - У Брюсселі спалено перших двох лютеранських мучеників.
- Продовжується Шоста італійська війна. Карл III де Бурбон зрадив французького короля й перекинувся до імперців. Французькі війська на чолі з Гійомом Гуфьє де Боніве перейшли Альпи й пішли на Мілан.
- 19 листопада, після смерті у вересні Адріана VI, папою римським під іменем Климент VII обрано Джуліано Медичі (племінника Джованні Медичі — папи Лева X). Климент VII став останнім понтифіком епохи Відродження.

## Народились
Докладніше: Народилися 1523 року
- Абдуллах — шоста дитина Роксолани. Помер через 2 дні після народження.

## Померли
Докладніше: Померли 1523 року